# Liste des évêques catholiques du Canada
Cet article présent une liste des évêques catholiques du Canada. Elle présente tous les évêques catholiques du Canada selon leur ordre de préséance liturgique. Elle présente également leurs fonctions en cours.

## Liste

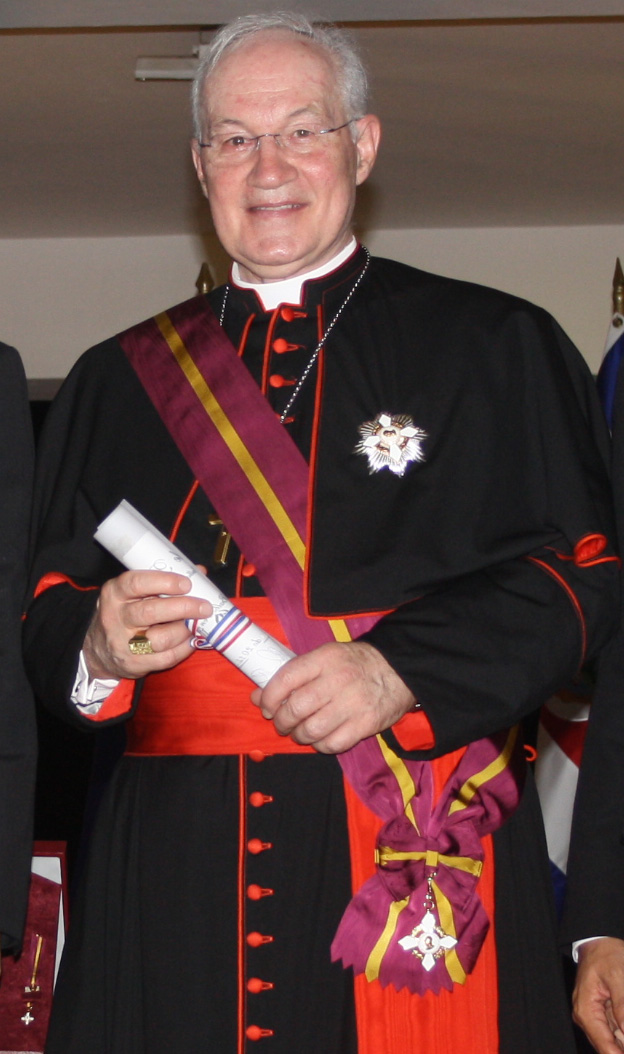
Cardinal Marc Ouellet

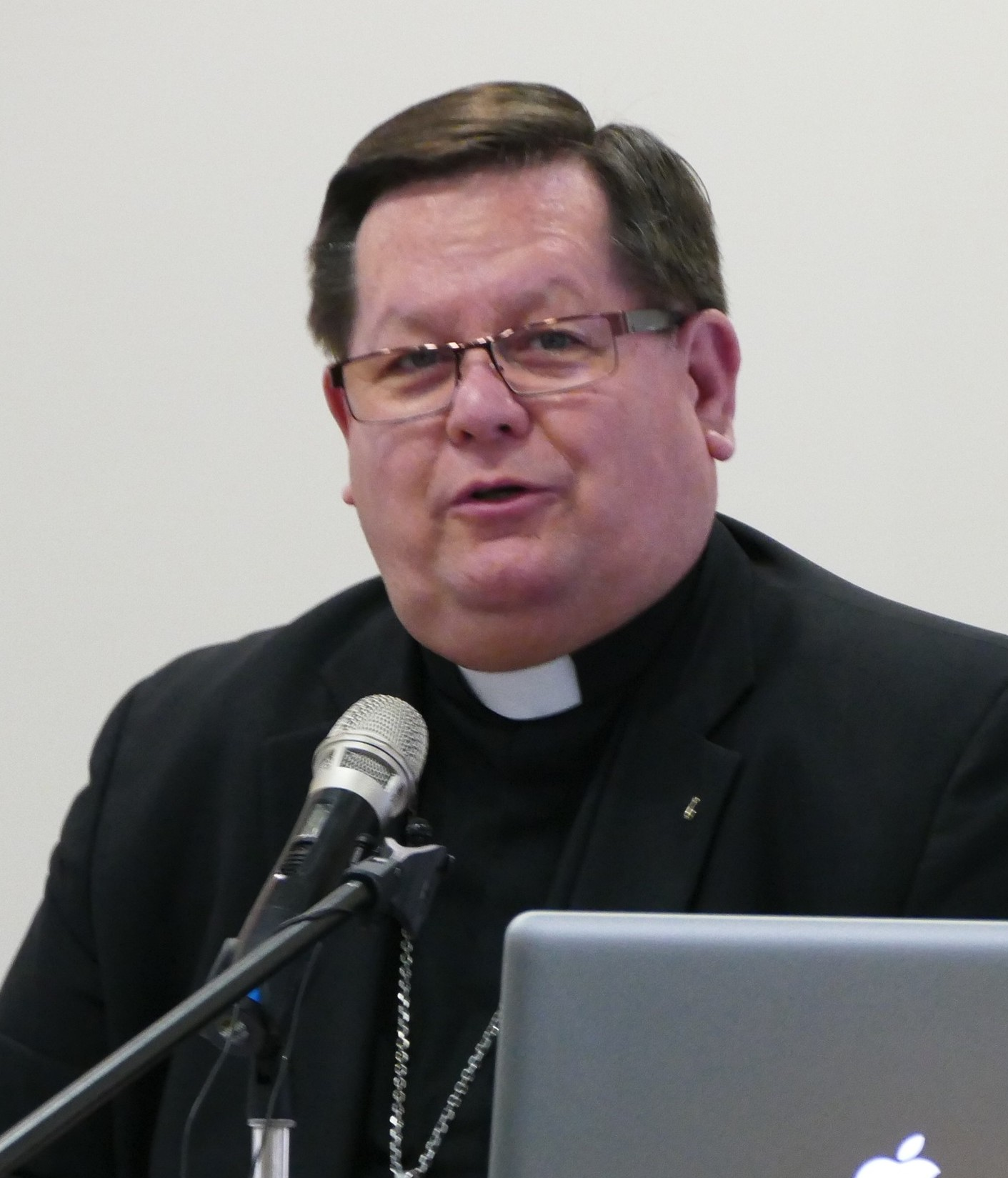
Cardinal Gérald Cyprien Lacroix, archevêque de Québec

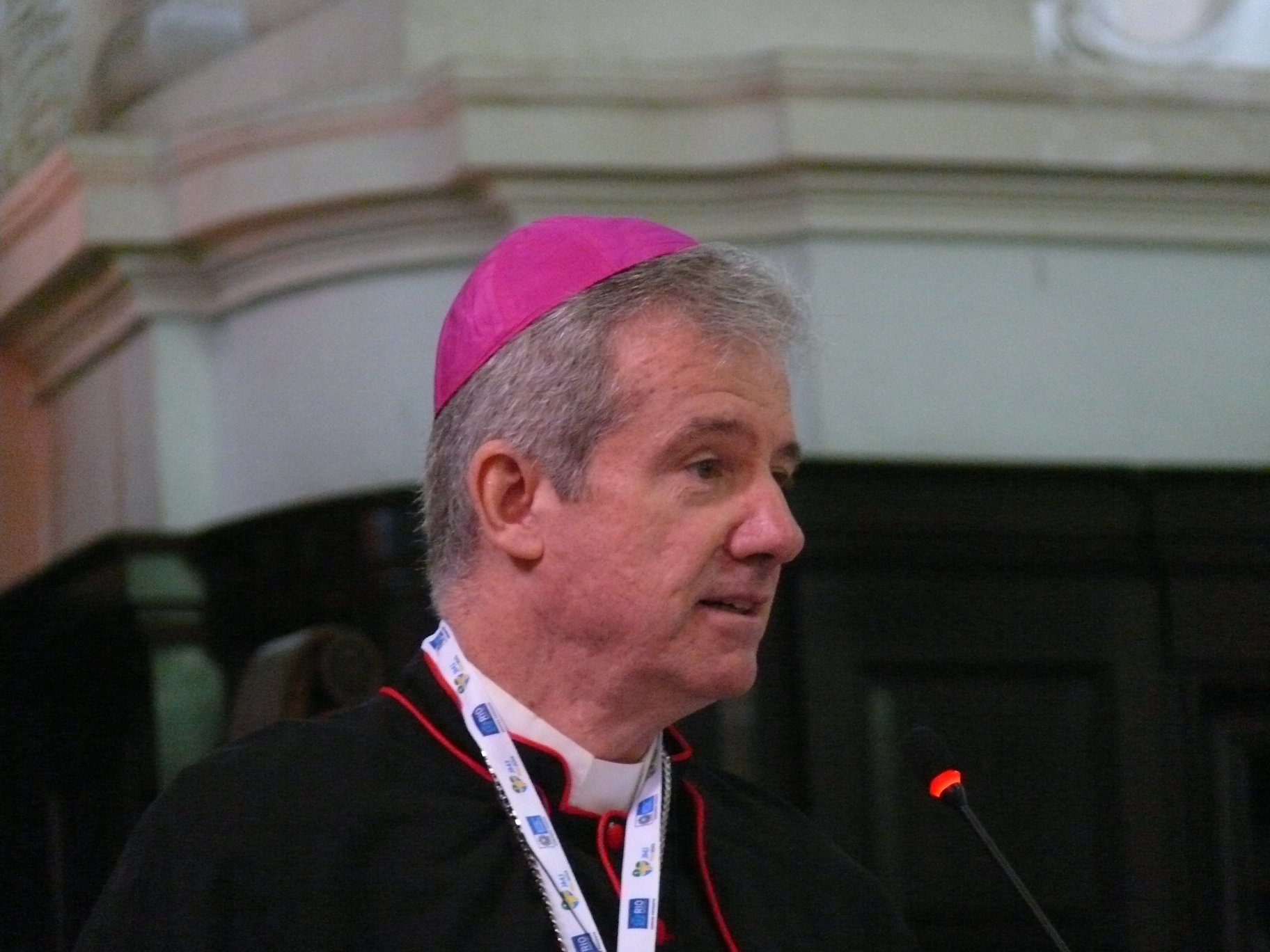
Christian Lépine, archevêque de Montréal

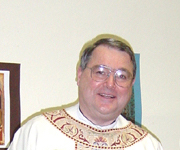
Richard Joseph Gagnon, archevêque de Winnipeg

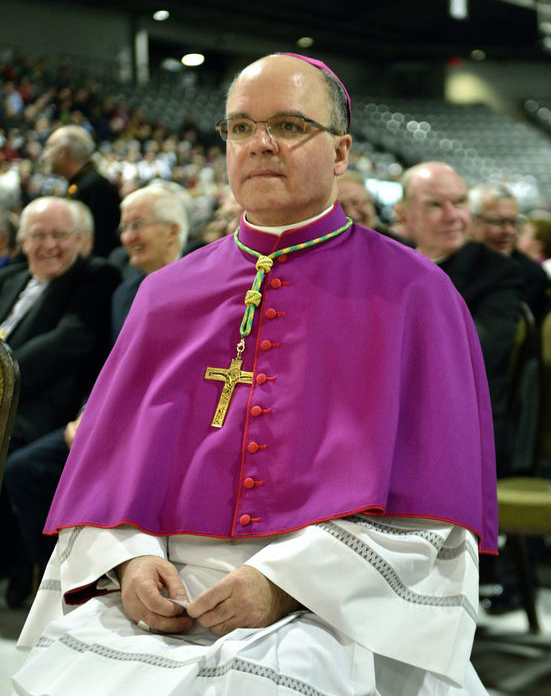
Denis Grondin, archevêque de Rimouski

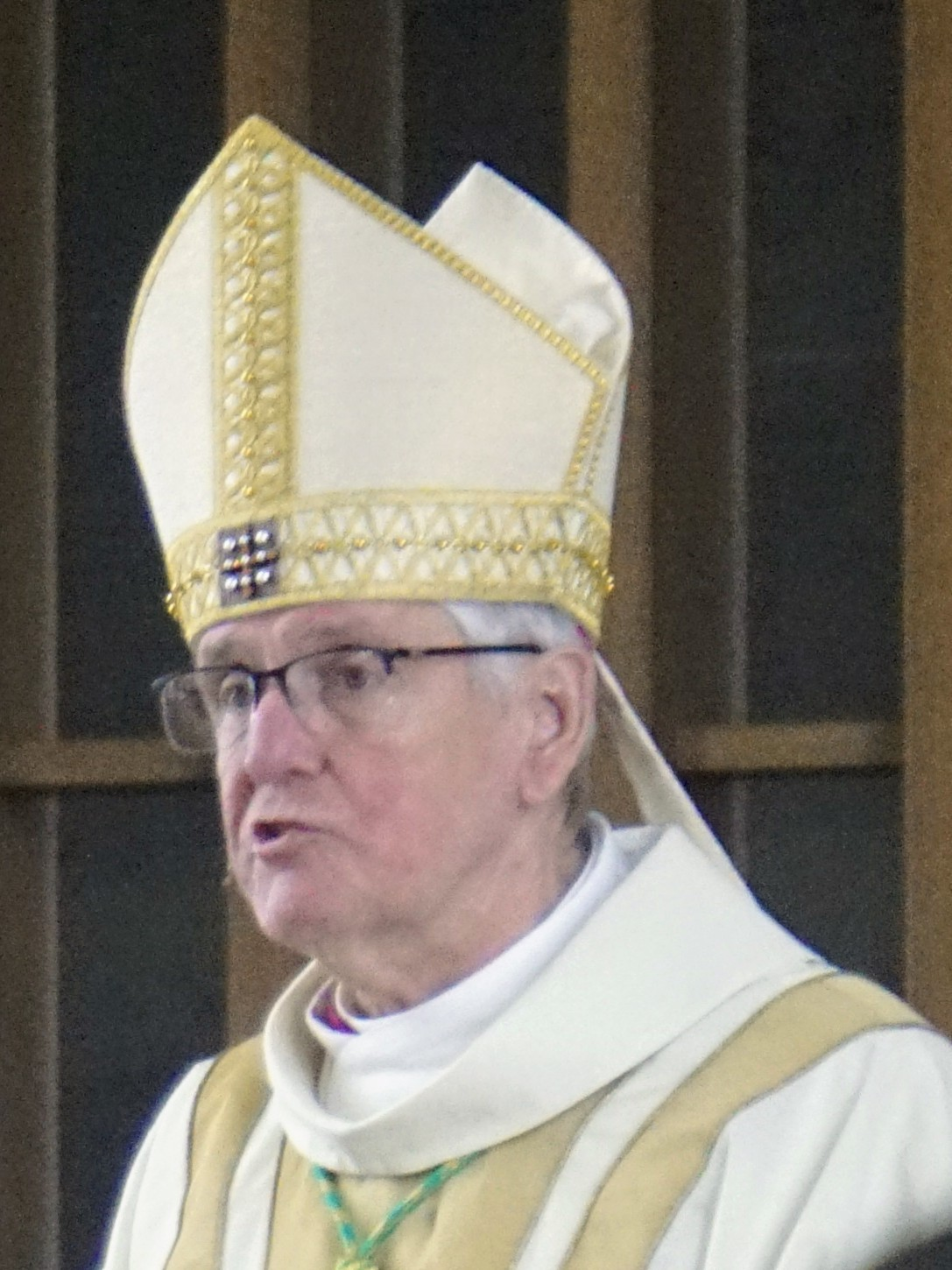
David Douglas Crosby, évêque de Hamilton

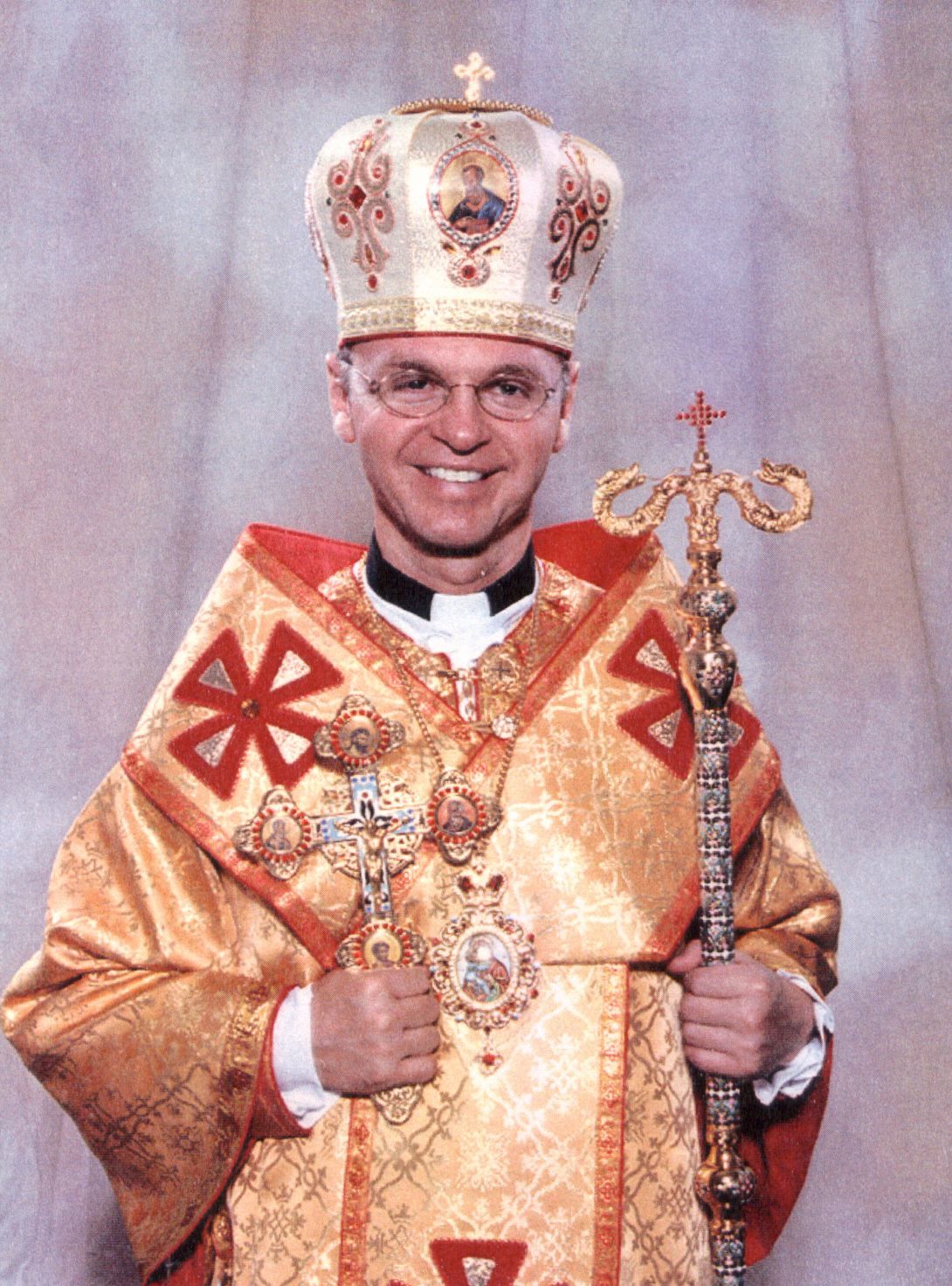
David Motiuk, évêque d'Edmonton des Ukrainiens

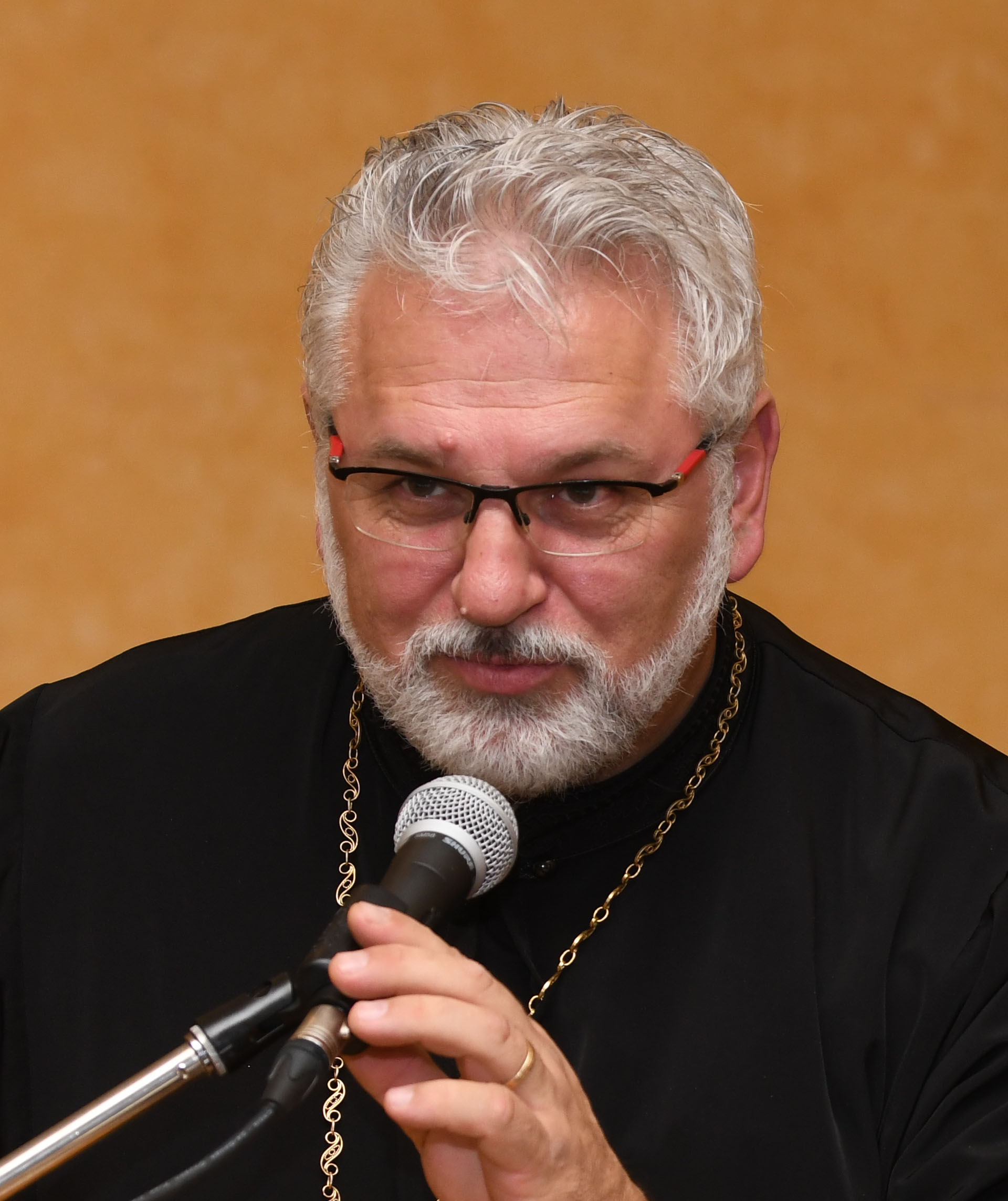
Bryan Bayda, évêque de Toronto des Ukrainiens

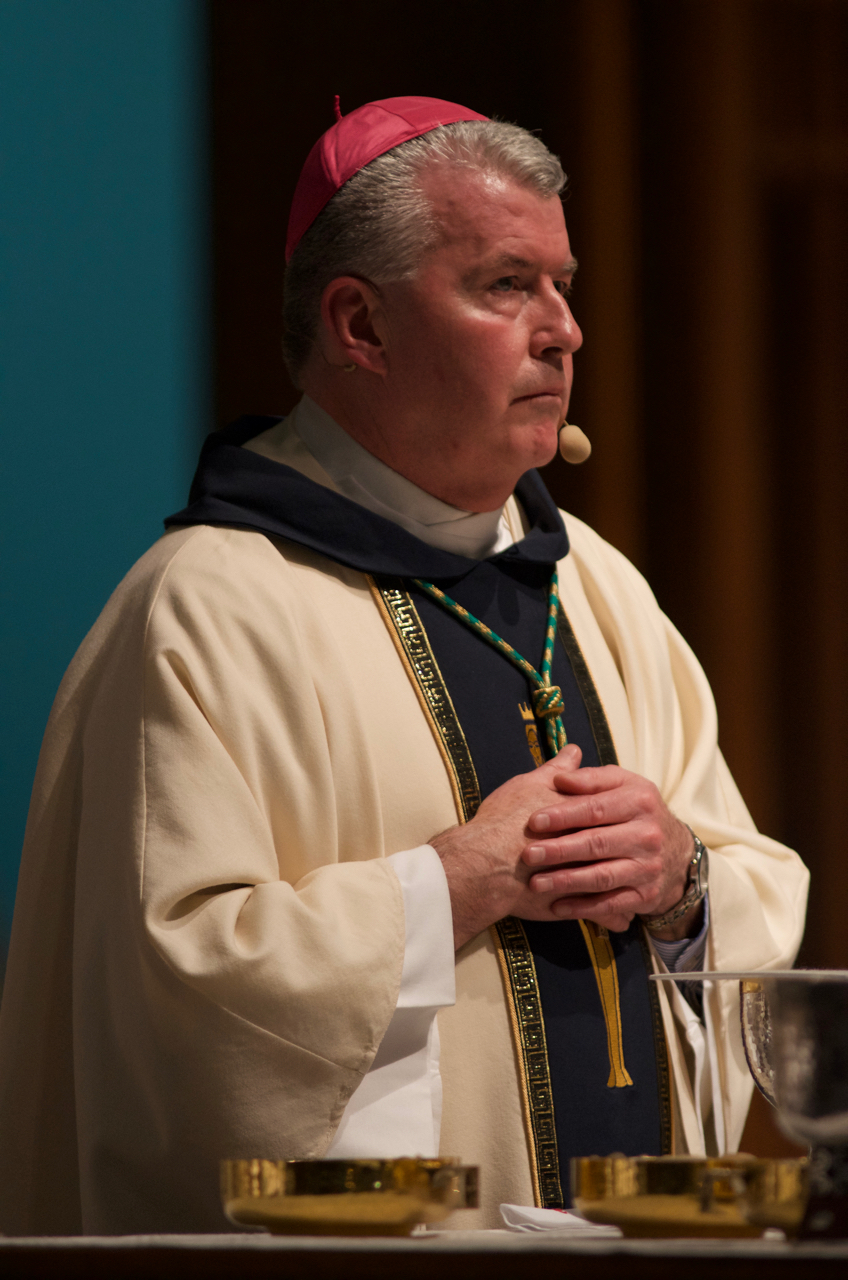
William Terrence McGrattan, évêque de Calgary

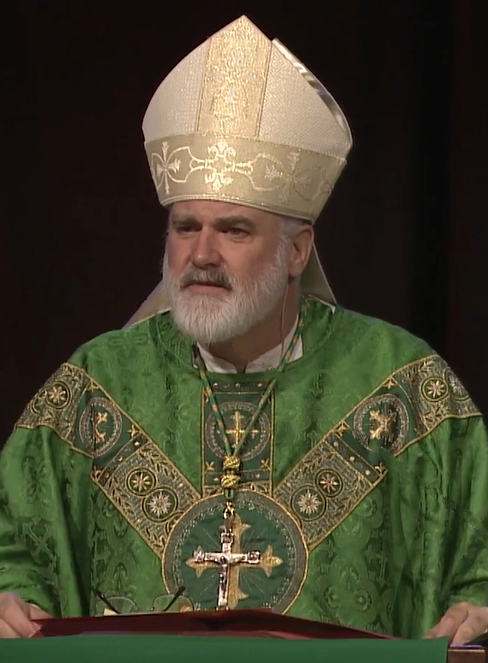
Scott McCaig, ordinaire militaire du Canada

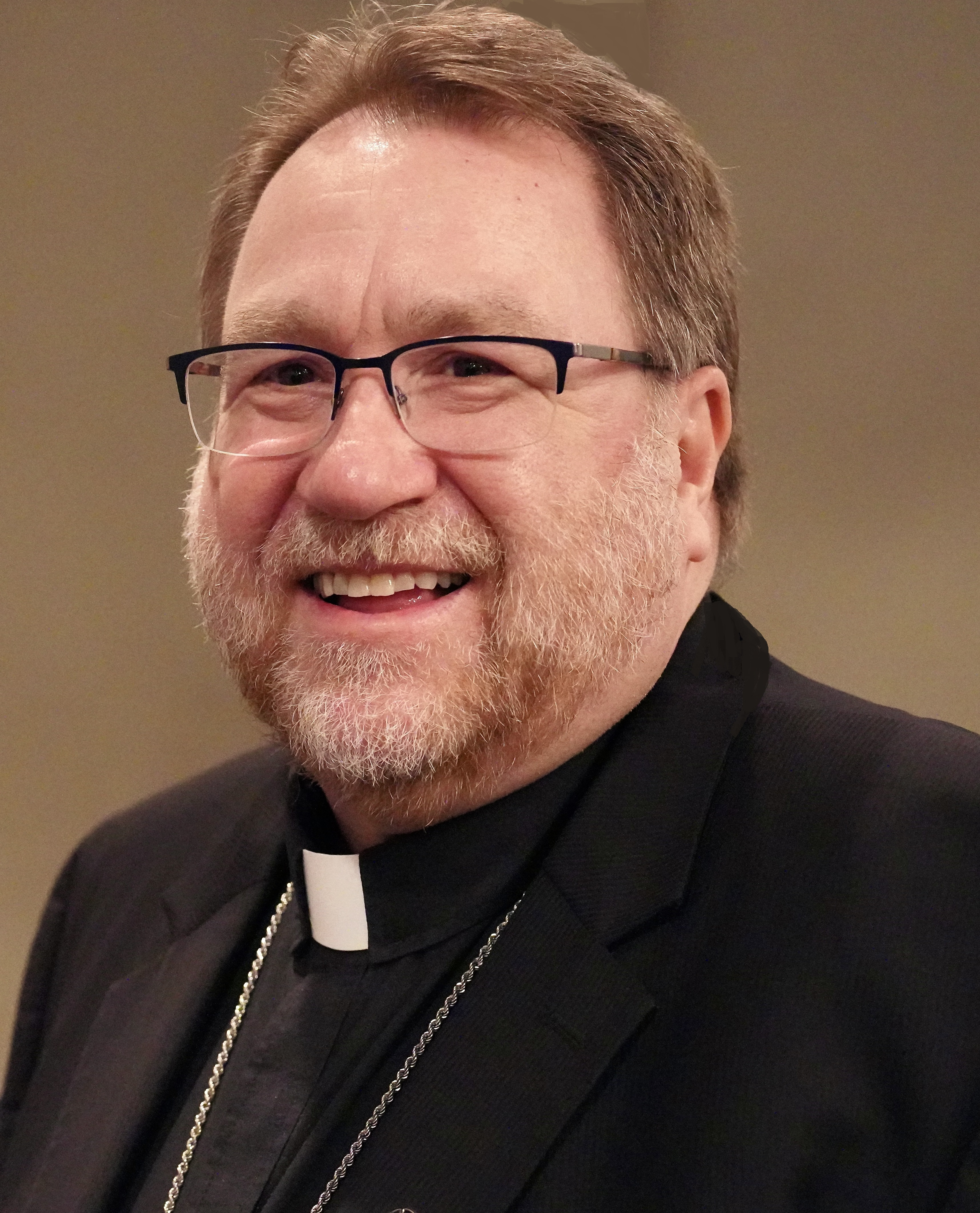
Martin Laliberté, évêque de Trois-Rivières

En date de mars 2024, les évêques catholiques du Canada sont, en ordre de préséance liturgique :
- Cardinal Marc Ouellet
- Cardinal Thomas Christopher Collins
- Cardinal Gérald Cyprien Lacroix, archevêque de Québec
- Cardinal Michael Czerny, préfet du dicastère pour le service du développement humain intégral
- Archevêque Roger Ébacher
- Archevêque James Hector MacDonald
- Archevêque Bertrand Blanchet
- Archevêque Ernest Léger
- Archevêque Terrence Thomas Prendergast
- Archevêque James Vernon Weisgerber
- Archevêque Brendan Michael O'Brien
- Archevêque Émilius Goulet
- Archevêque André Richard
- Archevêque John Michael Miller (en), archevêque de Vancouver
- Archevêque Sylvain Lavoie (de)
- Archevêque Lawrence Daniel Huculak, archevêque de Winnipeg des Ukrainiens
- Archevêque Gérard Petitpas, archevêque de Grouard-McLennan
- Archevêque Richard William Smith, archevêque d'Edmonton
- Archevêque Martin William Currie
- Archevêque Anthony Mancini
- Archevêque Albert François LeGatt, archevêque de Saint-Boniface
- Archevêque Luc Cyr, archevêque de Sherbrooke
- Archevêque Paul-André Durocher, archevêque de Gatineau
- Archevêque Christian Lépine, archevêque de Montréal
- Archevêque Valéry Vienneau
- Archevêque Murray Chatlain, archevêque de Keewatin-Le Pas
- Archevêque Richard Joseph Gagnon, archevêque de Winnipeg
- Archevêque Denis Grondin, archevêque de Rimouski
- Archevêque Donald Joseph Bolen, archevêque de Regina
- Archevêque José Avelino Bettencourt, nonce apostolique en Guinée équatoriale et au Cameroun
- Archevêque Peter Joseph Hundt, archevêque de Saint-Jean
- Archevêque Michael Mulhall, archevêque de Kingston
- Archevêque Brian Joseph Dunn, archevêque de Halifax-Yarmouth
- Archevêque Marcel Damphousse, archevêque d'Ottawa-Cornwall
- Archevêque Frank Leo, archevêque de Toronto
- Archevêque Guy Desrochers, archevêque de Moncton
- Évêque Noël Delaquis
- Évêque Lawrence Sabatini
- Évêque Raymond Saint-Gelais (de)
- Évêque Blaise-Ernest Morand
- Évêque Anthony Frederick Tonnos
- Évêque Bawai Soro
- Évêque Matthew Francis Ustrzycki
- Évêque Denis Croteau
- Évêque Frederick Bernard Henry (de)
- Évêque Martin Veillette
- Évêque Jean-Louis Plouffe
- Évêque Pierre Joseph Paul Morissette
- Évêque Reynald Rouleau
- Évêque Gilles Lussier
- Évêque Vincent Cadieux
- Évêque John Stephen Knight
- Évêque Gilles Cazabon
- Évêque Gerald William Wiesner
- Évêque James Metthew Wingle
- Évêque Michael Wiwchar
- Évêque Vital Massé
- Évêque Eugène Tremblay
- Évêque Jean-Pierre Blais, évêque de Baie-Comeau
- Évêque Frederick Joseph Colli, évêque de Thunder Bay
- Évêque André Rivest
- Évêque Eugene Jerome Cooney (de)
- Évêque John Michael Botean, évêque de Saint-Georges de Canton des Roumains (États-Unis)
- Évêque David Douglas Crosby, Évêque de Hamilton
- Évêque Richard John Grecco
- Évêque Donald Joseph Thériault
- Évêque François Lapierre
- Évêque John Anthony Boissonneau, évêque auxiliaire de Toronto
- Évêque Jacob Angadiath
- Évêque Joseph Luc André Bouchard
- Évêque David John James Monroe
- Évêque David Motiuk, évêque d'Edmonton des Ukrainiens
- Évêque Ronald Peter Fabbro, évêque de London
- Évêque Robert Harris
- Évêque Donald Lapointe (en)
- Évêque Claude Champagne, évêque d'Edmundston
- Évêque Stephen Victor Chmilar
- Évêque Robert Anthony Daniels, évêque de Grand Falls
- Évêque Gilles Lemay
- Évêque Gerald Paul Bergie, évêque de Saint Catharines
- Évêque Gary Michael Gordon, évêque de Victoria
- Évêque Lionel Gendron
- Évêque André Gazaille
- Évêque John Dennis Corriveau
- Évêque Bryan Joseph Bayda, évêque de Toronto des Ukrainiens
- Évêque Albert Thévenot
- Évêque Noël Simard, Évêque de Valleyfield
- Évêque Yvon-Joseph Moreau
- Évêque Paul Lortie
- Évêque William Terrence McGrattan, évêque de Calgary
- Évêque Vincent Nguyen (en), évêque auxiliaire de Toronto
- Évêque Philipos Stephanos Thottathil, évêque de Sainte-Marie-Reine-de-la-Paix des Syro-Malankars (États-Unis)
- Évêque  Mikaël Antoine Mouradian, évêque de Notre-Dame-de-Nareg à Glendale des Arméniens (États-Unis)
- Évêque Thomas Dowd (de), évêque de Sault-Sainte-Marie
- Évêque Gaétan Proulx
- Évêque Raymond Poisson, évêque de Saint-Jérôme-Mont-Laurier
- Évêque Wayne Joseph Kirkpatrick, évêque d'Antigonish
- Évêque Gregory John Matthew Bittman, évêque de Nelson
- Évêque Paul Terrio
- Évêque Serge Poitras Patrick, Évêque de Timmins
- Évêque Paul-Marwan Tabet, évêque de Saint-Maron de Montréal des Maronites
- Évêque Stephen Arthur Jensen, évêque de Prince George
- Évêque Daniel Jodoin, évêque de Nicolet
- Évêque Daniel Joseph Miehm, évêque de Peterborough
- Évêque Anthony Wieslaw Krótki, Évêque de Churchill-Baie d'Hudson
- Évêque Kurt Burnette (en), évêque de Passaic des Ruthéniens (en) (États-Unis), administrateur apostolique de la Sainte-Protection-de-Marie de Phoenix des Ruthéniens (en) (États-Unis) et administrateur apostolique des Saints-Cyrille-et-Méthode de Toronto des Slovaques
- Évêque Mark Hagemoen, Évêque de Saskatoon
- Évêque Christian Riesbeck, évêque de Saint-Jean au Nouveau-Brunswick
- Évêque Józef Andrzej Dąbrowski, Évêque de Charlottetown
- Évêque Jose Kalluvelil (en), évêque de Mississauga des Syro-Malabars
- Évêque Antoine Nassif, exarque apostolique du Canada des Syriaques
- Évêque Steven Joseph Lopes, évêque de la Chaire-de-Saint-Pierre (États-Unis)
- Évêque Héctor Felipe Vila, Évêque de Whitehorse
- Évêque Claude Hamelin, évêque de Saint-Jean–Longueuil
- Évêque Robert Ovide Bourgon
- Évêque Scott McCaig, ordinaire militaire du Canada
- Évêque Alain Faubert (de), évêque auxiliaire de Montréal
- Évêque Joseph Phuong Nguyen, évêque de Kamloops
- Évêque Robert Michael Kasun, évêque auxiliaire de Toronto
- Évêque Louis Corriveau, évêque de Joliette
- Évêque Marc Pelchat (en), évêque auxiliaire de Québec
- Évêque Andriy Rabiy, évêque auxiliaire de Winnipeg des Ukrainiens
- Évêque Christian Rodembourg, évêque de Saint-Hyacinthe
- Évêque René Guay, évêque de Chicoutimi
- Évêque Pierre Goudreault, évêque de Sainte-Anne-de-la-Pocatière
- Évêque Jon Hansen, évêque de Mackenzie-Fort Smith
- Évêque Pierre-Olivier Tremblay, évêque de Hearst-Moosonee
- Évêque Marián Andrej Pacák
- Évêque Robert Saeed Jarjis, évêque de Mar Addaï de Toronto des Chaldéens
- Évêque Bartolomeus Van Roijen, évêque de Corner Brook et du Labrador
- Évêque Martin Laliberté, évêque de Trois-Rivières
- Évêque Joseph Ferdinand Guy Boulanger, évêque d'Amos et évêque de Rouyn-Noranda
- Évêque Ivan Philip Camilleri, évêque auxiliaire de Toronto
- Évêque Wayne Lawrence Lobsinger, évêque auxiliaire de Hamilton
- Évêque Stephen Andrew Hero, évêque de Prince Albert
- Évêque Milad Jawish, évêque de Saint-Sauveur de Montréal des Melkites
- Évêque Yvan Matthieu, évêque auxiliaire d'Ottawa-Cornwall
- Évêque Gary Anthony Franken (de), évêque de Saint-Paul
- Évêque Claude Lamoureux, évêque de Gaspé
- Évêque Michael Kwiatkowski, évêque de New Westminster des Ukrainiens
- Évêque Michael Smolinski (en), évêque de Saskatoon des Ukrainiens
- Évêque Michel Proulx, évêque de Bathurst
- Évêque Juan Carlos Londoño (de), évêque auxiliaire de Québec

## Annexe